# Selecció de futbol de Mònaco
La selecció de futbol de Mònaco representa a Mònaco a les competicions internacionals de futbol. És controlada per la Federació de Futbol Monégasque. Mònaco no és ni un membre de la FIFA ni de la UEFA i la selecció no participa en els seus tornejos internacionals.
Des de l'any 2001, Mònaco ha participat en 27 partits. La selecció n'ha guanyat vuit, n'ha empatat sis, i n'ha perdut tretze. L'equip competeix contra els estats no reconeguts, clubs locals, i territoris. D'acord amb la Sistema de puntuació Elo, Mònaco està posicionat en el lloc 217 en el món.